# Volcano (Hawaï)
Pour les articles homonymes, voir Volcano.
Volcano est une zone de recensement (CSD) des États-Unis. Elle est située essentiellement dans le district de Puna et pour une petite partie dans celui de Kaʻū, dans le comté de Hawaï de l'État du même nom, dans le Sud-Est de l'île d'Hawaï.
La localité se trouve au sommet du Kīlauea, au nord-est de sa caldeira sommitale.

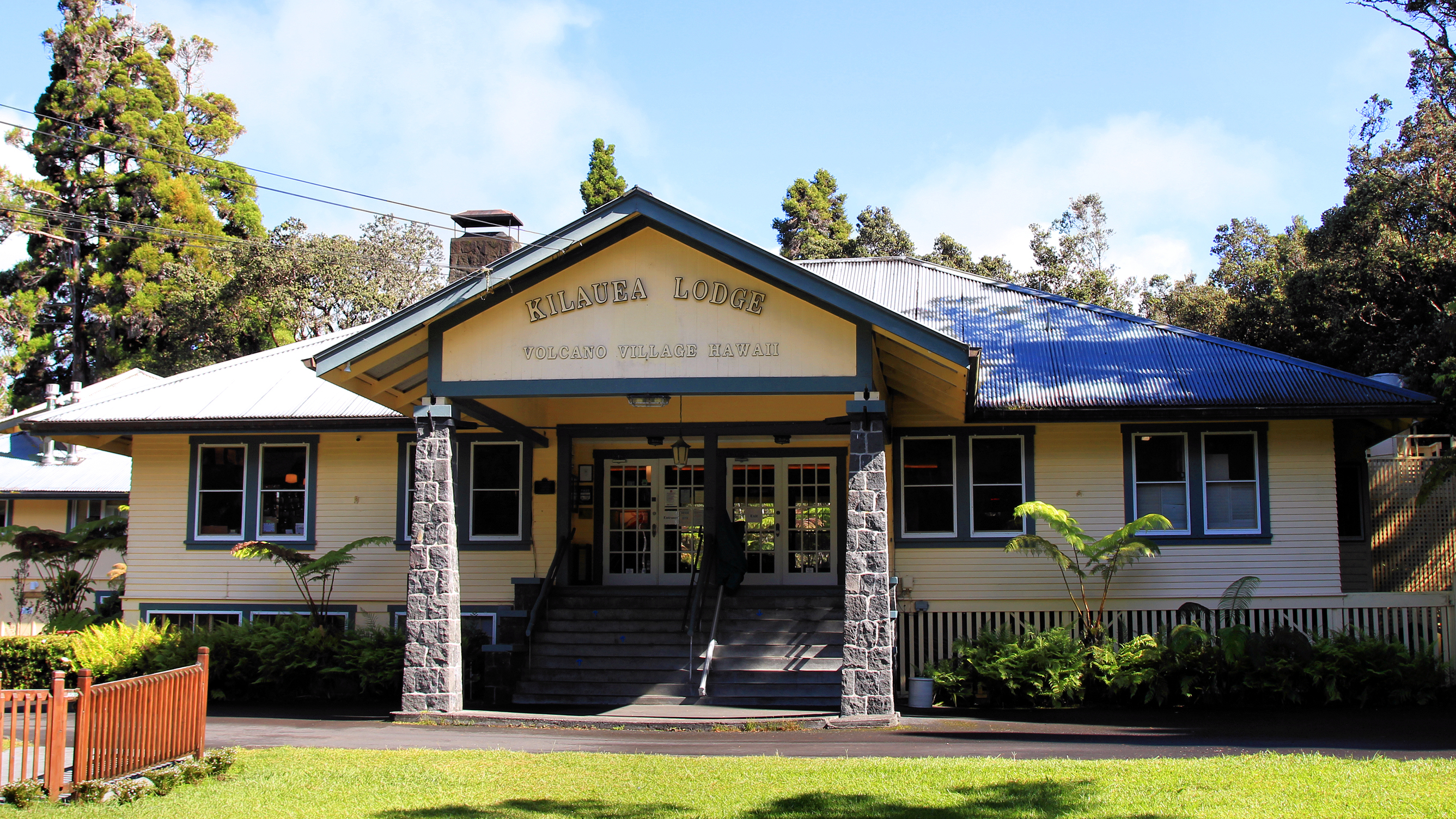
Le Kilauea Lodge à Volcano, Hawaii a été construit en 1938 en tant que camp YMCA.

## Liens externes

Carte topographique de la caldeira du Kīlauea avec une partie de Volcano au nord-est.

## Démographie
| 2000  | 2010  | - | - | - | - |
| ----- | ----- | - | - | - | - |
| 1 604 | 2 575 | - | - | - | - |